# جيرمين سيمون
جيرمين سيمون (بالفرنسية: Germaine Simon) هي طبيبة لوكسمبورغية، ولدت في 27 فبراير 1921، وتوفيت في 9 أبريل 2012.